# Emanuela Giordano
Emanuela Giordano (* 2. Juli 1957 in Rom) ist eine italienische Schauspielerin, Dramatikerin sowie Theater- und Filmregisseurin.

## Leben
Giordano besuchte die Accademia nazionale d’arte drammatica, Kurse an der Universität Rom und das Centro Sperimentale di Cinematografia. Nach schauspielerischen Aktivitäten im Fernsehen, auf der Bühne (so in Una serata irresistibile von Giuseppe Manfridi) und kleinen Rollen im Film sowie Synchronarbeiten wurde sie in erster Linie als Bühnenautorin und -regisseurin bekannt. Eigene Stücke wie „Cyrana“, „Roma città prigioniera“, „Madri e figli“ und „Le ragazze del ponte“ inszenierte sie in ihrer Geburtsstadt; daneben auch einige fremder Autoren mit teilweise umstrittener Thematik wi „Gli zero del mondo“ oder die „Vagina-Monologe“.
Für die große Leinwand drehte sie nach Kurz- und Dokumentarfilmen erstmals 1998 einen langen Spielfilm. Der schwarzhumorige und surreale „Due volte nella vita“ war der erste digital aufgenommene italienische Kinofilm. 2007 folgte ein Beitrag zum Episodenfilm „La maschera d'acqua“.

## Filmografie (Auswahl)
- 1998: Due volte nella vita